# Constitución Política del estado de Yucatán
La Constitución Política del Estado Libre y Soberano de Yucatán de 1918 es el actual ordenamiento jurídico vigente que establece la integración del Estado de Yucatán al pacto federal de los Estados Unidos Mexicanos y legitima los poderes estatales. Reconoce que el estado es democrático, republicano, representativo, popular y participativo y que está formado por 106 municipios mediante una composición cultural basada en su pueblo originario indígena maya. Declara a la ciudad de Mérida como capital del estado y establece la división del poder público del estado en Legislativo, Ejecutivo y Judicial, a la vez que define a quienes se considera ciudadanos yucatecos, así como sus derechos humanos, políticos y civiles fundamentales. La constitución cuenta con 109 artículos.

## Antecedentes
Tras ser acogida con beneplácito en el estado la Constitución Política de los Estados Unidos Mexicanos del 5 de febrero de 1917, la Constitución Política de Yucatán fue redactada tomando como base esa norma suprema y fue aprobada el 11 de enero de 1918 por el XXV Congreso Constitucional del Estado Libre y Soberano de Yucatán, en funciones de Constituyente, presidido por Héctor Victoria Aguilar, que había sido diputado constituyente de Querétaro en 1917, durante la preparación de la Constitución Política de México y a quien se considera padre del derecho social mexicano por sus aportes al artículo 123 de la mencionada carta magna que lo instituye. Además de Victoria Aguilar, participaron en esa Legislatura constitutiva yucateca, entre otros, Felipe Carrillo Puerto, Santiago Burgos Brito, Manuel Berzunza y Pedro Solís Cámara. La Enciclopedia Yucatán en el Tiempo, dice sobre el texto original de la Constitución yucateca de 1918: 

"...considerada en aquella época como la más liberal y la más avanzada del México moderno"

La constitución del estado fue finalmente promulgada por el general Salvador Alvarado, gobernador pre-constitucional de Yucatán, dando de esta forma certeza jurídica a varios siglos de lucha militar y política, incluso anteriores a la conquista española, por la libertad y autonomía del territorio del pueblo yucateco.

## Estructura
El contenido del texto constitucional estatal está dividido en un título preliminar, doce títulos y artículos transitorios:
- Título Preliminar: De los Habitantes del Estado. Arts. 1 – 4
- Título Primero: De los Yucatecos.
  - Capítulo I. De los Yucatecos. Art. 5
  - Capítulo II. De los Ciudadanos Yucatecos. Arts. 6 – 11
- Título Segundo: Del Estado y su Territorio.
  - Capítulo I. Del Estado. Arts. 12 – 13
  - Capítulo II. Del Territorio del Estado. Arts. 14 – 15
- Título Tercero: Del Poder Público del Estado.
  - Capítulo Único. De la División de Poderes. Arts. 16 – 17
- Título Cuarto: Del Poder Legislativo.
  - Capítulo I. Del Poder Legislativo del Estado. Arts. 18 – 19
  - Capítulo II. De la Elección e Instalación del Congreso. Arts. 20 – 29.
  - Capítulo III. De las Facultades del Congreso. Arts. 30 – 34
  - Capítulo IV. De la Iniciativa y Formación de las Leyes. Arts. 35 – 41
  - Capítulo V. De la Diputación Permanente y sus Atribuciones. Arts. 42 – 43.
- Título Quinto: Del Poder Ejecutivo.
  - Capítulo I. Del Gobernador del Estado. Arts. 44 – 54.
  - Capítulo II. De las Facultades y Obligaciones del Gobernador del Estado. Art. 55
  - Capítulo III. Restricciones a las Facultades del Gobernador. Art. 56.
  - Capítulo IV. De la Organización del Poder Ejecutivo. Arts. 57 – 62
  - Capítulo V. Del Ministerio Público. Art. 62
  - Capítulo VI. De la Defensoría Pública. Art. 63
- Título Sexto: Del Poder Judicial.
  - Capítulo I. Del Poder Judicial. Art. 64
  - Capítulo II. De los Requisitos para ser Magistrado. Arts. 65 – 68
  - Capítulo III. De las Atribuciones del Tribunal Superior de Justicia. Art. 69
  - Capítulo IV. De la Defensoría Pública. Art. 70
  - Capítulo V. Art. 70
  - Capítulo VI. De la Defensoría Pública. Art. 72
  - Capítulo VII. De las Disposiciones Generales. Arts. 73 – 73 Bis
- Título Séptimo: De los Organismos Autónomos.
  - Capítulo I. De las disposiciones Generales. Art. 73 Ter
  - Capítulo II. De la Comisión de Derechos Humanos del Estado de Yucatán. Art. 74
  - Capítulo III. Del Instituto Estatal de Acceso a la Información Pública. Art. 75
  - Capítulo IV. Del Instituto Electoral y de Participación Ciudadana de Yucatán. Art. 75 Bis
  - Capítulo V. Del Tribunal Electoral del Estado de Yucatán. Art. 75 Ter
  - Capítulo VI. Del Tribunal de Justicia Administrativa del Estado de Yucatán. Art. 75 Quater
- Título Octavo: De los Municipios del Estado. Arts. 76 – 85 Ter
- Título Noveno: De la Función del Estado, como Forma de su Convivencia y de su Desarrollo Integral. Arts. 86 – 96 Ter
- Título Décimo: De las Responsabilidades de los Servidores Públicos. Arts. 97 – 101
- Título Undécimo: Disposiciones Generales. Arts. 102 – 107
- Título Duodécimo: Reforma e Inviolabilidad de la Constitución. Arts. 108 – 109
- Transitorios y Notas